# Ematurga melanostigma
Ematurga melanostigma är en fjärilsart som beskrevs av Otto Staudinger 1920. Ematurga melanostigma ingår i släktet Ematurga och familjen mätare. Inga underarter finns listade i Catalogue of Life.